# Hospříz
Obec Hospříz (německy Köpferschlag) se nachází v okrese Jindřichův Hradec v Jihočeském kraji. Žije zde 444 obyvatel.

## Historie
První písemná zmínka o obci pochází z roku 1654.
V roce 1938 žilo v Hospřízi 228 a v Hrutkově 151 obyvatel. V letech 1938 až 1945 byla obec v důsledku uzavření Mnichovské dohody přičleněna k nacistickému Německu. Původní obyvatelé byli po druhé světové válce vysídleni a v obci se místo nich usídlilo české obyvatelstvo z vnitrozemí.

## Přírodní poměry
Východně od vesnice leží národní přírodní památka Krvavý a Kačležský rybník.

## Části obce
Obec Hospříz se skládá ze dvou částí na dvou stejnojmenných katastrálních územích:
- Hospříz
- Hrutkov

Od 1. ledna 1989 do 30. června 1990 k obci patřily i Blažejov, Dvoreček, Malý Ratmírov, Mutyněves a Oldřiš.

## Pamětihodnosti
- Kaple Nejsvětější Trojice
- Boží muka cestou směrem na Člunek
- Boží muka cestou směrem na Otín
- Boží muka cestou směrem na Střížovice
- Pomník dosídlení obce roku 1945

## Galerie

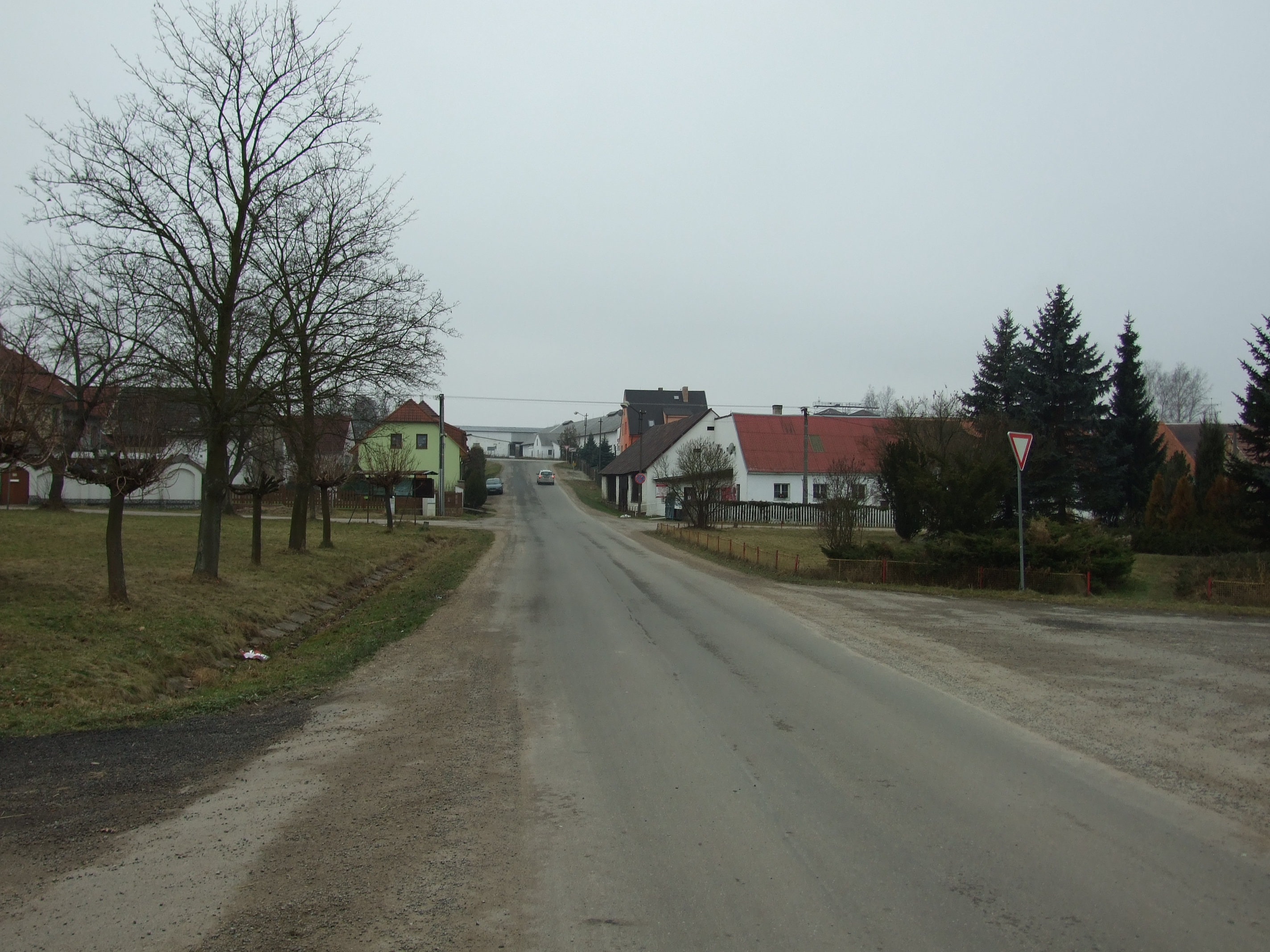
Náves
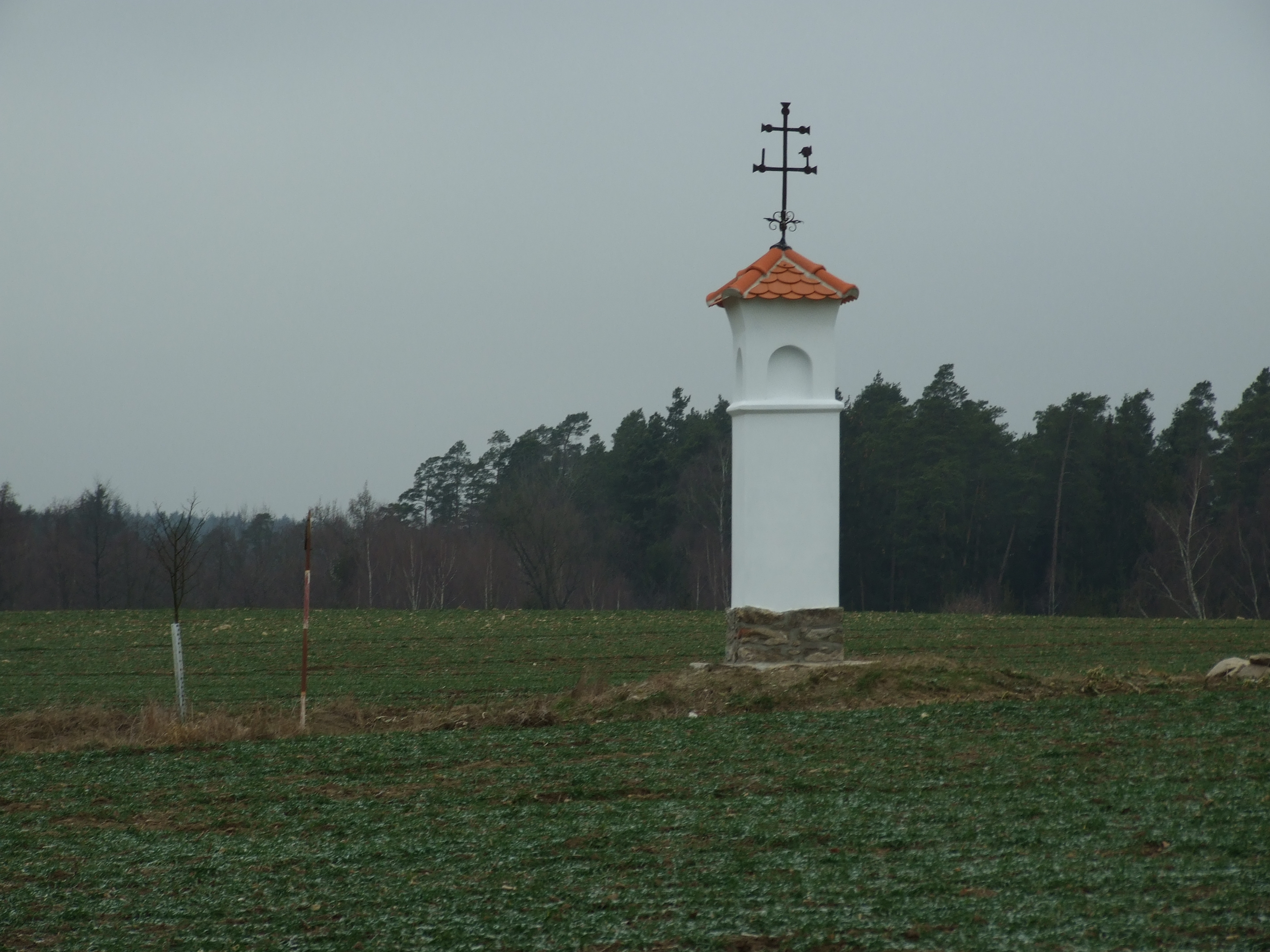
Křížek
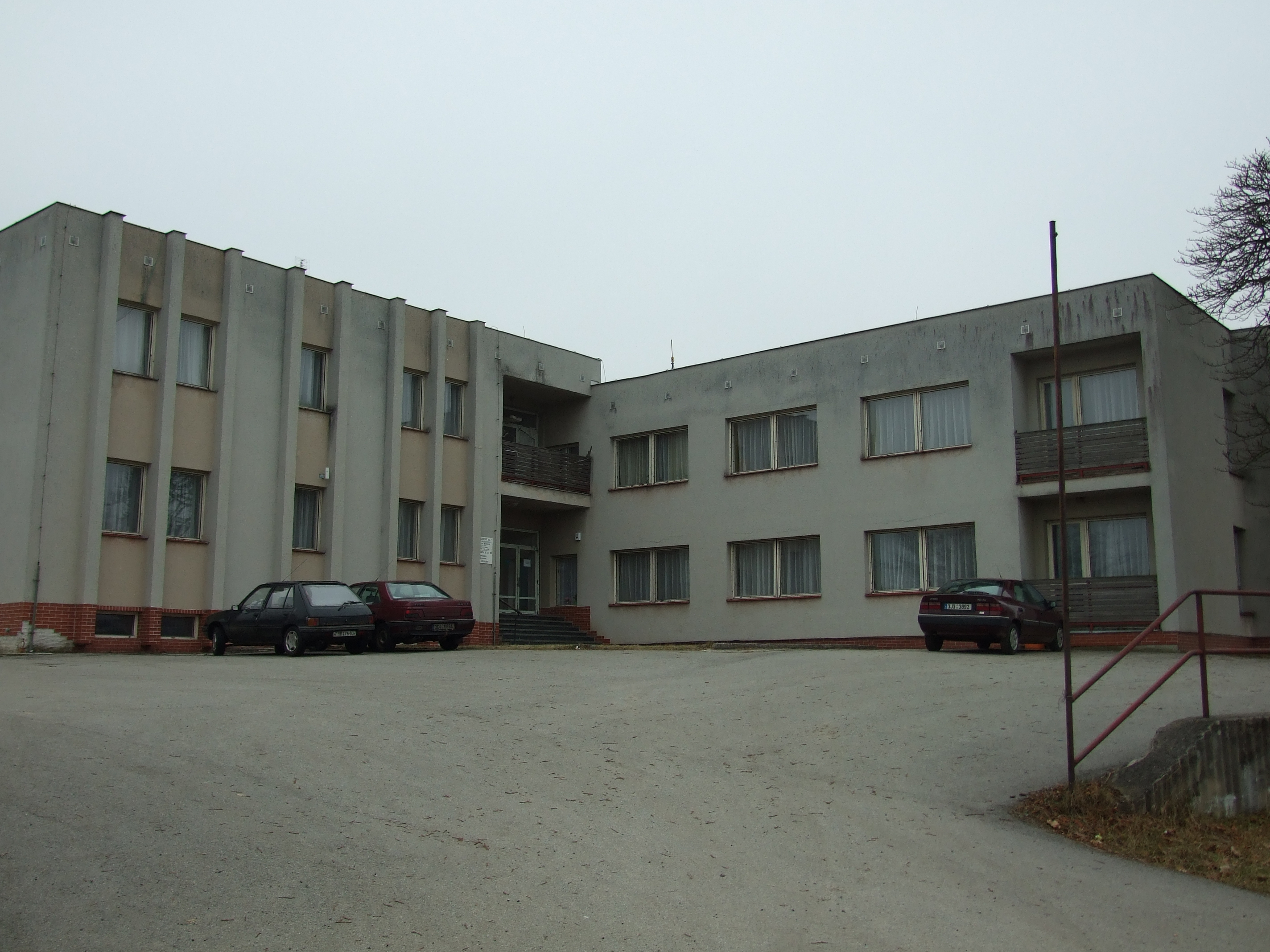
Nová zástavba
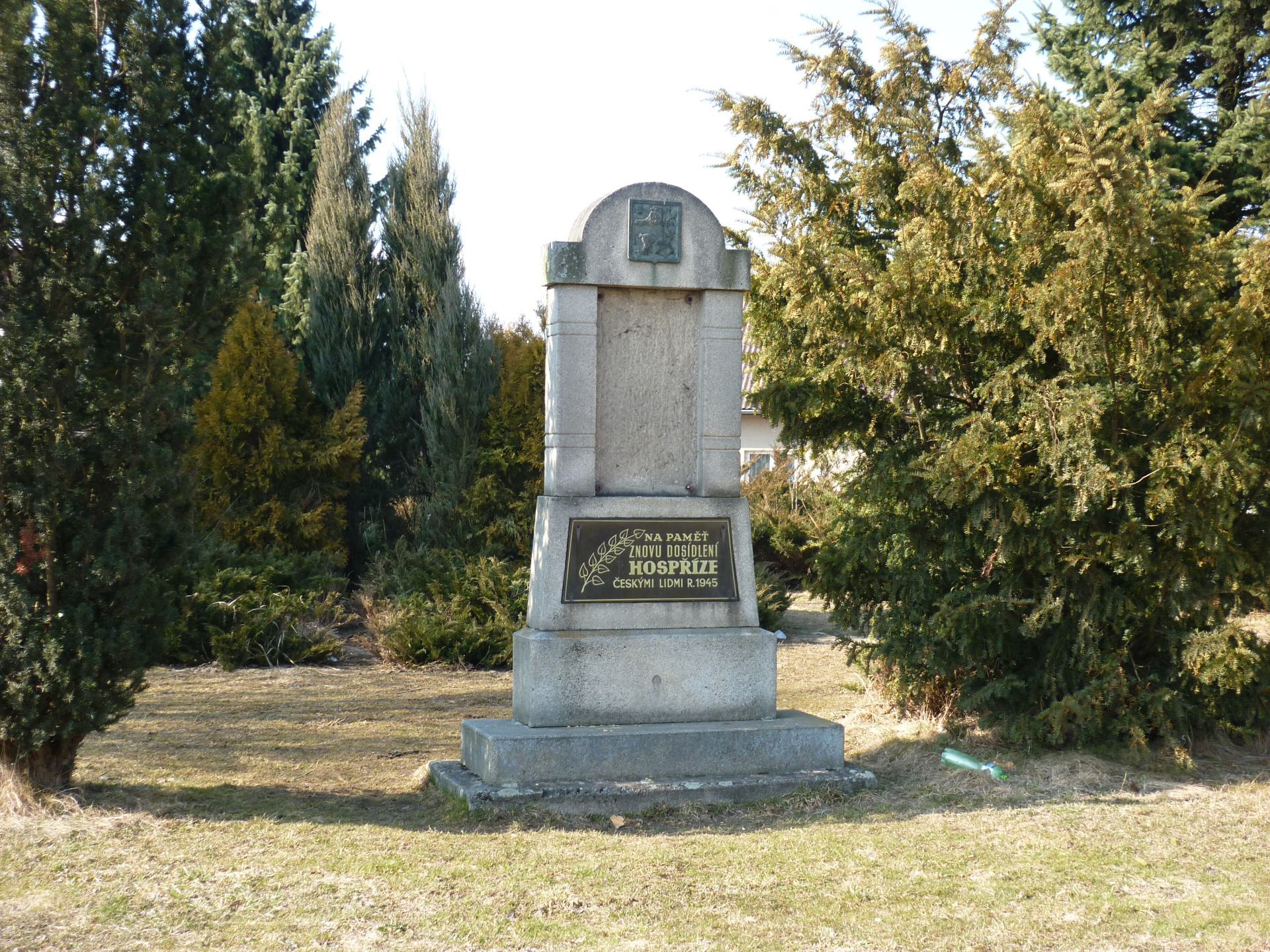
Pomník dosídlení